# دحيدح (الزاهر)

تعديل مصدري - تعديل

دحيدح هي إحدى قرى عزلة الناصفة بمديرية الزاهر التابعة لمحافظة البيضاء، بلغ تعداد سكانها 163 نسمة حسب تعداد اليمن لعام 2004.